# Берлин, Генрих
Ге́нрих Бе́рлин Но́йбарт, Энри́ке Берли́н (нем. Heinrich Berlin Neubart, исп. Enrique Berlín; 13 ноября 1915, Фюрт — 6 мая 1988, Мехико) — мексиканский и гватемальский майянист немецкого происхождения, специалист по истории, антропологии и археологии.

## Биография
Получил аттестат зрелости в Харденбергской гимназии в родном городе Фюрт. И отец, и мать Берлина имели степень доктора философии, как и его брат Иоганн (1915—1987). Из-за еврейского происхождения и преследования в нацистской Германии, вместе с родителями был вынужден эмигрировать в Мексику в 1935 году.
Обучался на философском факультете Национального автономного университета в Мехико, который окончил в 1939 году. Учился на одном курсе с известным археологом Альберто Рус Луилье. В 1942 году удостоен степени магистра, и в 1947 году — доктора этнологии (диссертация была посвящена ранее неизвестному миштекскому кодексу). В период 1940—1942 годов работал в археологической экспедиции в Паленке, опубликовал ряд статей, посвящённых археологии майя и искусства колониальной Мексики. С 1946 года — член-корреспондент Академии географии и истории Гватемалы. В 1950 году занял должность научного сотрудника Национального музея Гватемалы, позднее стал профессором Института антропологии и истории университета Сан-Карлос. В Гватемале участвовал в раскопках Тикаля, где обследовал Храм VI.
В 1952 года женился на Гертруде Марианне Руц-Ри, гватемальской исследовательнице немецкого происхождения, с которой был знаком ещё до эмиграции в Мексику. Брак вскоре распался из-за поглощённости Берлина наукой, более он не был женат и детей не имел. 
С 1953 года — эмеритальный профессор. В 1953—1955 годах на средства Института Карнеги работал в археологических экспедициях в Чьяпасе и на Юкатане. Исследовал керамику Табаско. В последующие годы в основном занимался кабинетной работой, опубликовав до 1987 года 22 статьи и монографии по эпиграфике майя.
Известен тем, что в 1958 году ввёл понятие «иероглифа-эмблемы» письменности майя, для обозначения повторяющихся структурных составляющих майяских текстов, преимущественно — титулов, ускорив тем самым дешифровку эпиграфических памятников майя классического периода.
Удостоен гватемальского Ордена Кетцаля (1976), а также почётной степени правительства Гватемалы (1977). Правительством мексиканского штата Чиапас удостоен Премии Чиапаса в 1981 году. 
Скончался от рака.

## Основные труды
- Heinrich Berlin: Relaciones precolombinas entre Cuba y Yucatán. In: Revista mexicana de estudios antropológicos 4, 1940, ZDB-ID 422277-5, S. 141—160.
- Heinrich Berlin: Artífices de la catedral de México. In: Anales del Instituto de Investigaciones Estéticas 3, 1944, No. 11, ISSN 0185-1276, S. 19-39.
- Heinrich Berlin Neubart: Über Mondseriationen bei den Maya. In: Bulletin de la Société suisse des Américanistes — Schweizerische Amerikanisten Gesellschaft. 34, 1970, ISSN 0582-1592, S. 3-12.
- Heinrich Berlin Neubart: Miscelánea palencana. In: Journal de la Societé des Americanistes. 59, 1970, ISSN 0037-9174, S. 107—128.
- Heinrich Berlin Neubart: Kirche und Kloster von Santo Domingo in der Stadt Mexiko. Almqvist & Wiksell, Stockholm 1974, (Antikvariskt arkiv 55, ISSN 0083-6737).
- Heinrich Berlin: La iglesia del Carmen en Oaxaca. Apuntes para su historia. In: Teresianum. Ephemerides Carmeliticae Roma 35, 1984, 1, ISSN 0392-4556, S. 247—253.